# Siemens Mobility
Siemens Mobility GmbH è una società tedesca della Siemens AG, attiva dal 1º agosto 2018. La sede della società è a Monaco di Baviera.
La società ha cinque divisioni:
- Bahnautomatisierungs- und elektrifizierungslösungen (Automazione ferroviaria e elettrificazione)
- Schlüsselfertige Systeme (Sistemi chiavi in mano)
- Schienenfahrzeuge (Veicoli ferroviari)
- Dienstleistungen (Servizi)
- Straßenverkehrstechnik (Tecnologia dei trasporti su strada)

## Storia

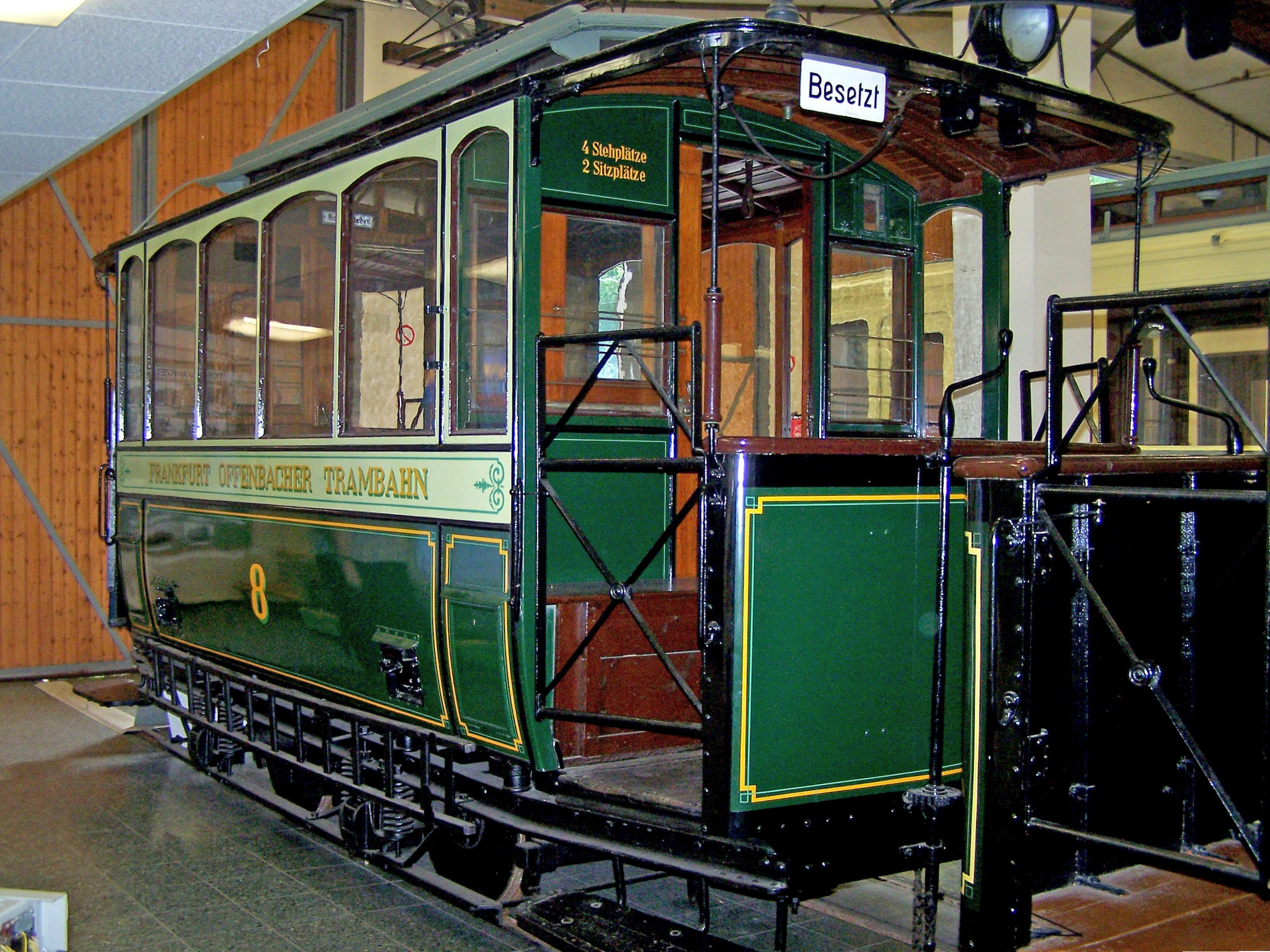
Tram 8 della FOTG del 1884 presso il Verkehrsmuseum Frankfurt am Main

Dalla creazione della Verkehrstechnik di Siemens AG nel 1989 sono nate successivamente diverse organizzazioni.
Dalla fine del 2000 la denominazione divenne Transportation Systems con divisioni:
- Automation Railways
- Automation Mass Transit
- Electrification
- Turnkey Systems
- Locomotives
- Trains

Dal gennaio 2008 al settembre 2011 la divisione Mobility (MO) fece parte della Siemens Sector Industry. Da fine 2011 la divisione Rail Systems (RL) e Mobility and Logistics (MOL) facenti parte della nuova Siemens Sector Infrastructure & Cities. Dal 2014 le divisioni vennero riunite in Mobility.
Nel 2012 viene acquisita per 1,7 miliardi di sterline la Invensys Rail.

### Fallita fusione con Alstom
Nel settembre 2017 Siemens AG e Alstom S.A. decidono di unire le proprie competenze. Con il controllo di oltre 50% delle azioni di Alstom, la Siemens prenderebbe il controllo del gruppo Siemens-Alstom S.A.
La divisione Mobility verrebbe dissolta nella nuova società e agirebbe come Siemens Mobility GmbH.
Nel febbraio 2019 la Commissione europea dà parere negativo alla fusione tramite Margrethe Vestager.

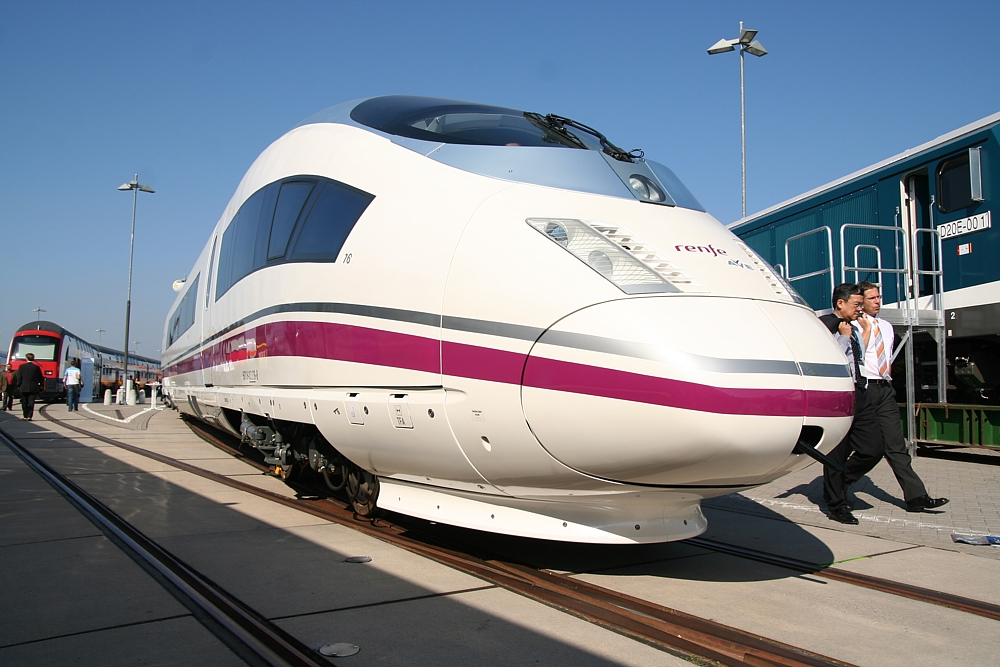
Siemens Velaro spagnolo

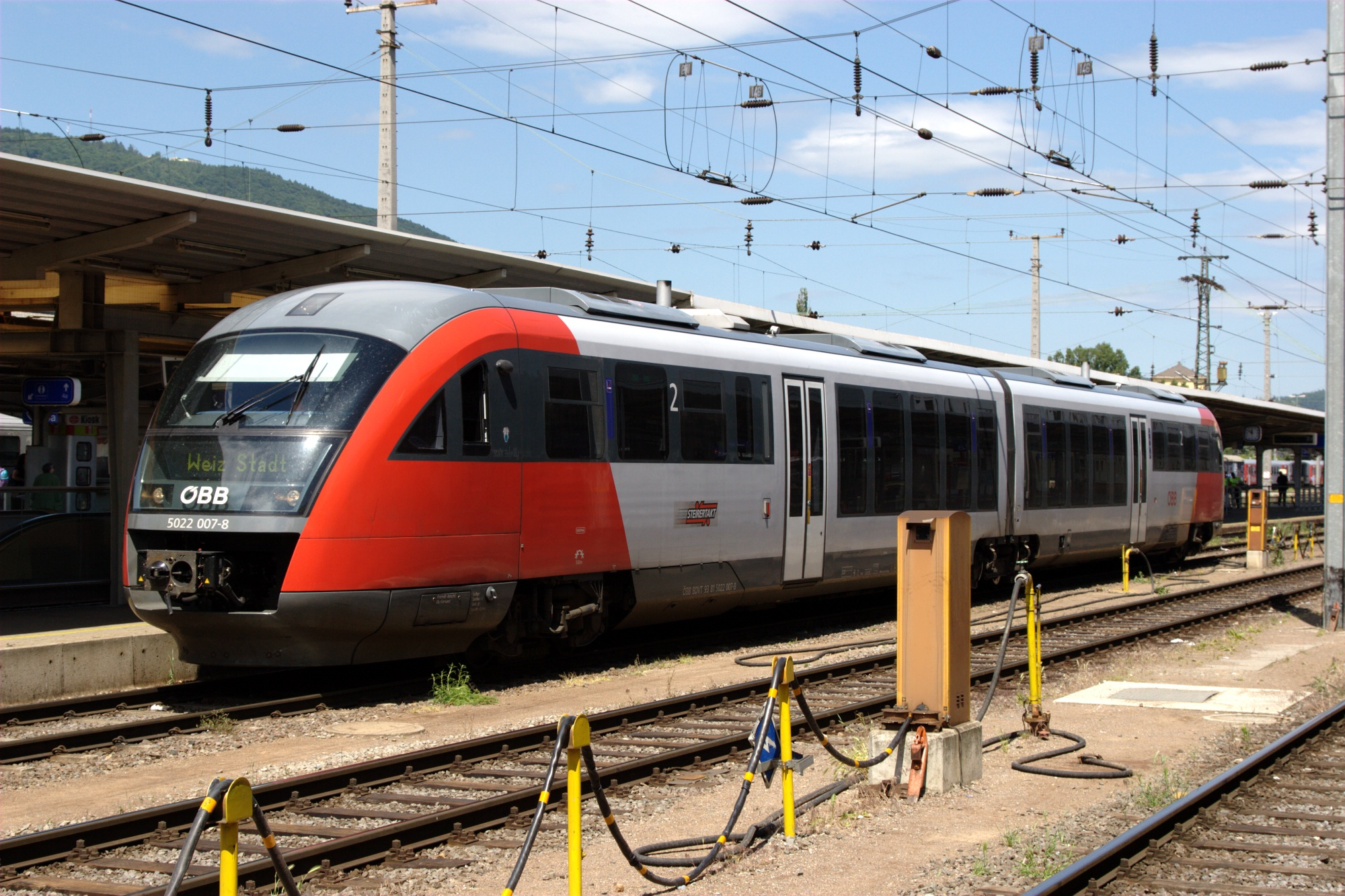
Desiro Classic Baureihe 5022 della ÖBB

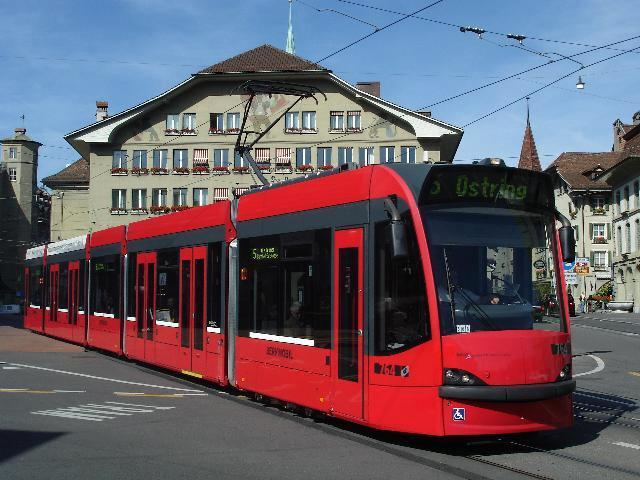
Siemens Combino a Berna

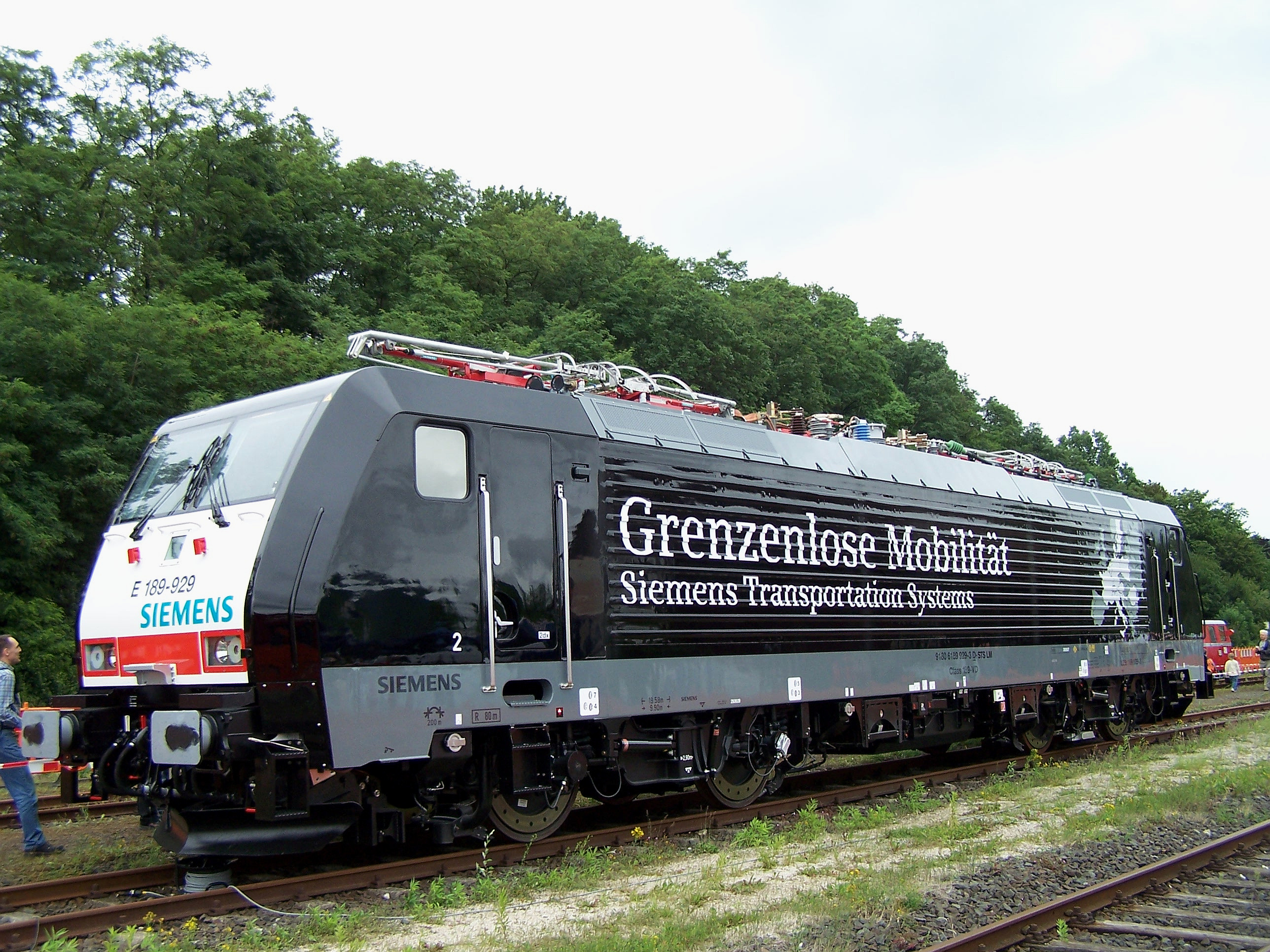
Locomotiva Siemens ES 64 F4 con colori della Siemens Transportation

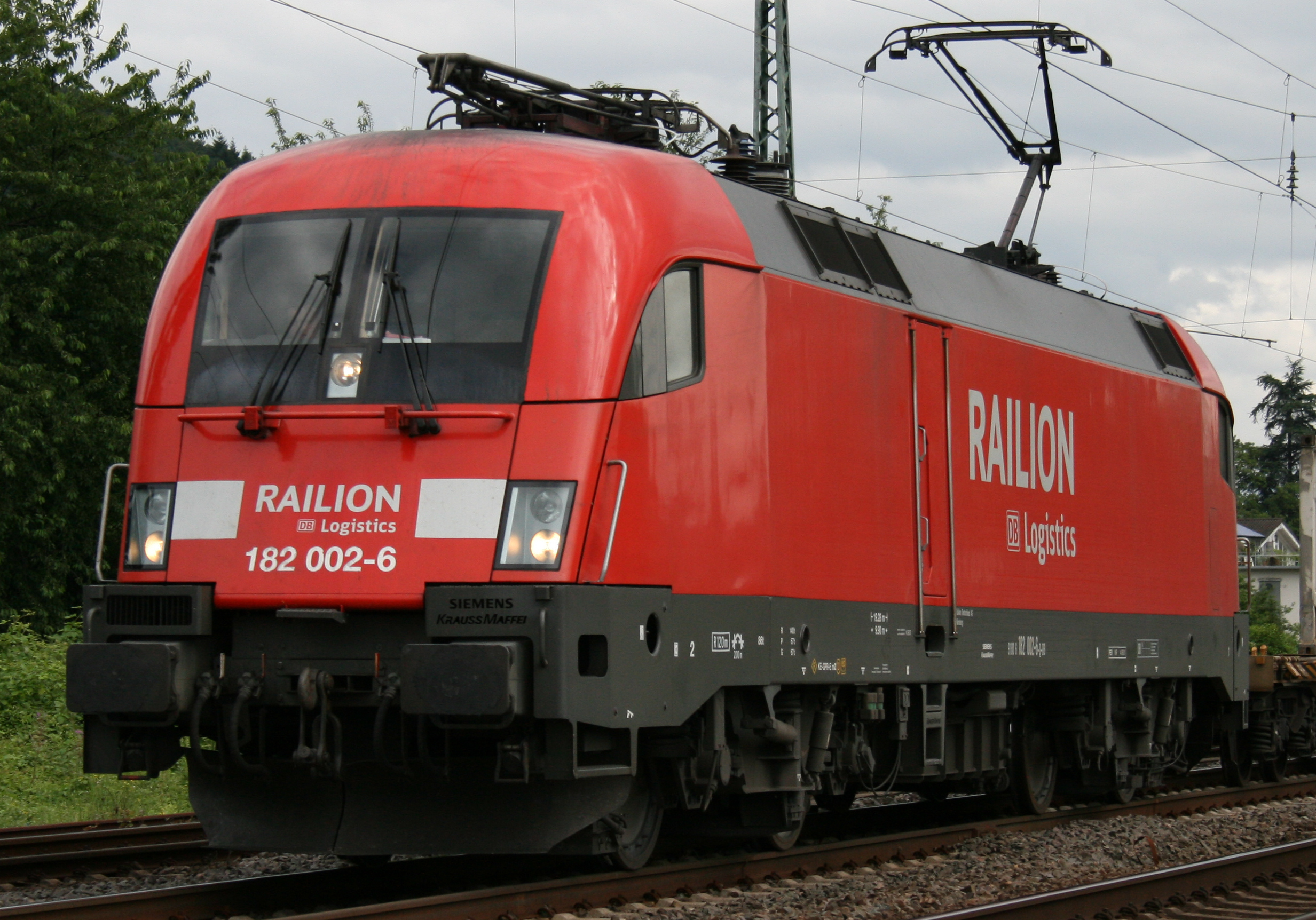
Siemens EuroSprinter ES64U2

## Trasporto su ferro
Nel 1879 Werner von Siemens presenta alla Grande Esposizione Industriale di Berlino la prima serie di elettrotreni. Nel 1881 viene creata la prima linea ferroviaria cittadina elettrificata a Berlino-Lichterfelde, poi nel 1882 con la Elektromote si ha il primo esempio di filobus.
Siemens & Halske costruì inoltre il primo elettrotreno commerciale per Straßenbahn della Lokalbahn Mödling–Hinterbrühl (SB Tw 1–15) e della Frankfurt-Offenbacher Trambahn-Gesellschaft (FOTG). La parte meccanica del telaio della FOTG venne costruita dalla Waggonfabrik P. Herbrand & Cie a Colonia-Ehrenfeld.

### Trasporto locale
Nel ramo del trasporto locale Mass Transit vengono prodotti i CitySprinter, VAL, Combino, Avanto, Avenio e ULF così come treni per S-Bahn, U-Bahn e H-Bahn.

### Locomotive
Il ramo Locomotives costruisce la serie 152 e 189 della Deutsche Bahn AG. Per il mercato europeo vengono offerte la Vectron, la Smartron e la Taurus.

### Treni
Il ramo Trains offre treni regionali e ad alta velocità.
Il Siemens TS fu il treno ad alta velocità InterCityExpress (ICE 1 e ICE 2) per le Deutsche Bahn AG. Dal 2007 la fabbrica di Krefeld-Uerdingen (Waggonfabrik Uerdingen/ DUEWAG) produce il Velaro E per la linea spagnola Barcelona-Madrid. Nel novembre 2005 viene firmato il contratto per la consegna di 60 treni ad alta velocità alla Cina. La piattaforma è Velaro e un quarto prodotti in Cina. Nel 2008 viene creata la variante specifica (temperatura −50 °C, scartamento, altezza in piedi) nota come Siemens Velaro RUS per la linea russa Ferrovia Mosca-San Pietroburgo e tra Mosca e Nižnij Novgorod.
Un'altra variante è il Desiro, utilizzato in Gran Bretagna dalla South West Trains. Nel 2006 viene costruito il treno per collegare l'Airport Rail Link di Bangkok. In Germania opera il Desiro Classic come serie 642 (Diesel) per diverse società di trasporto e il Desiro Mainline elettrico regionale. Questa variante Classic è stata anche costruita per Austria, Romania, Ungheria, Bulgaria e Grecia.

## Infrastrutture

### Elettrificazione
Per gli elettrotreni Siemens Mobility fornisce i componenti.

### Automazione

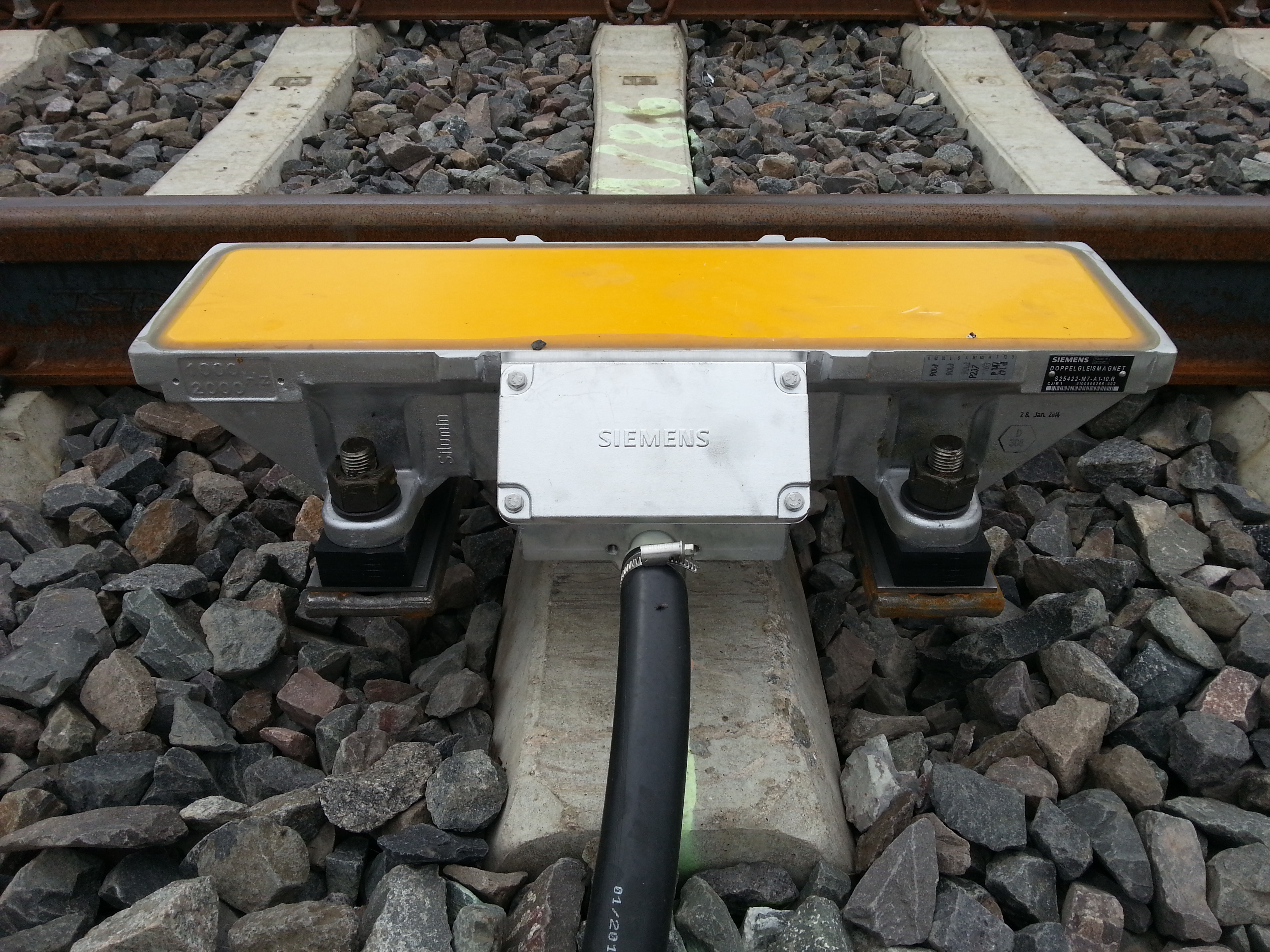
Magnete per Punktförmige Zugbeeinflussung di Siemens

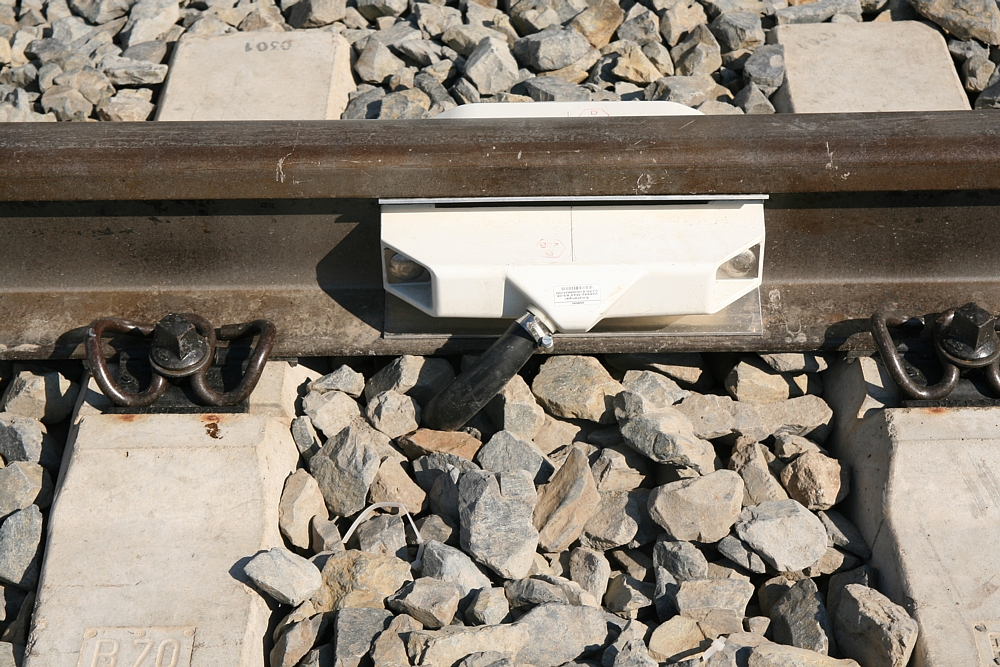
Contatore d'assi di Siemens

La sede della Mobility Management (già Rail Automation) è la Siemens-Werk Braunschweig, fondata nel 1873 come Eisenbahnsignal-Bauanstalt Max Jüdel & Co.. Produce:
- Segnali ferroviari, deviatoi, passaggi a livello e contatori di assi
- Sistemi di sicurezza per posto di movimento, sezione di blocco e Punktförmige Zugbeeinflussung e Linienzugbeeinflussung, European Train Control System (ETCS))
- Tabelle di viaggio, simulatori
- Automazioni per stazione di smistamento
- Sistemi di comunicazione, informativi, video e radio
- Sistemi di istruzione

Inoltre prodotti speciali come:
- Assiema alla Thyssenkrupp: Sistemi per il Transrapid
- Sistemi per „VAL“ (Véhicule automatique léger) e U-Bahn-Projekt RUBIN

## Servizi
Il ramo noleggio locomotive (Dispolok) è stato nel 2006 venduto alla Mitsui & Co. Ltd. e in leasing con Mitsui Rail Capital Europe il servizio MRCE Dispolok. Continuano i servizi finanziari per grossi progetti.
Per l'istruzione esiste la „Rail Automation Academy“ (già „Schule für Verkehrstechnik“) a Braunschweig e Berlino, e anche la „Rolling Stock Academy“, assieme alla „TS Academy“.
Pezzi d ricambio vengono offerti in internet su Rail Mall.

## Tecnologia ferroviaria

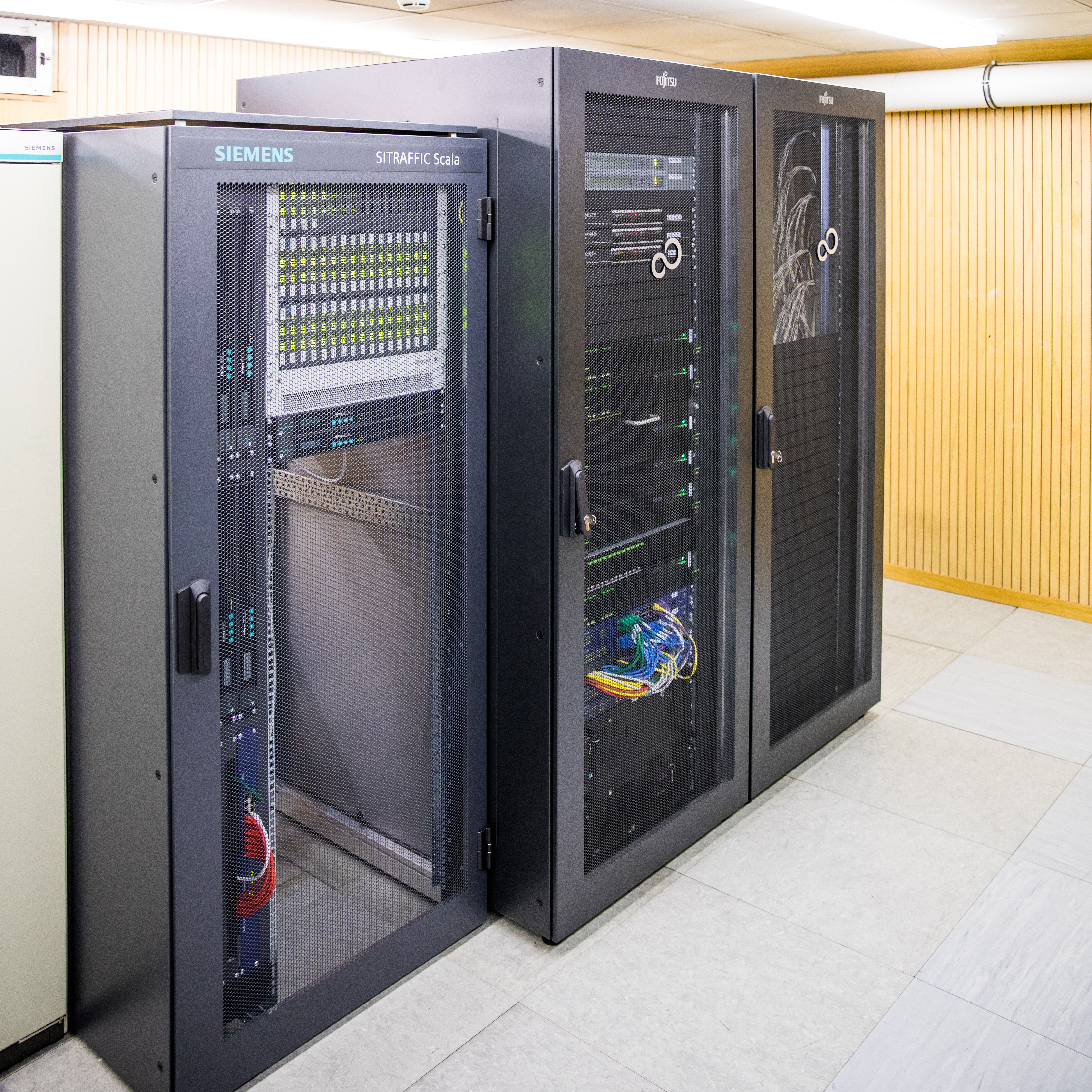
Calcolatore „Sitraffic Scala“ della città di Colonia, 2018

Il settore Intelligent Traffic Systems (ITS) offre prodotti e sistemi per il controllo del traffico. Con i sottosegmenti Urban e Interurban e „Electronic Tolling“. Fornisce semafori, impianti per parcheggi.

## Sedi principali
| Città                 | Nazione     | Immagine | Business Unit                              | Prodotti                                                              | Rif.          |
| --------------------- | ----------- | -------- | ------------------------------------------ | --------------------------------------------------------------------- | ------------- |
| Braunschweig          | Germania    |          | Mobility Management                        | Cenelec Rail Technology & IT / OT Security                            | [ 9 ]         |
| Berlino               | Germania    |          | Mobility Management                        |                                                                       |               |
| Florin (California)   | USA         |          | Rolling stock                              | Locomotive: Sprinter e Charger Light rail vehicles Viaggio Venture    | [ 10 ] [ 11 ] |
| Goole                 | Regno Unito |          | Rolling stock                              | Deep tube per Londra                                                  |               |
| Krefeld               | Germania    |          | Rolling stock                              | Locomotive: Velaro Tram: Avenio, Desiro e Mireo                       | [ 12 ]        |
| Louisville (Kentucky) | USA         |          | Mobility Management                        | AREMA Rail Technology                                                 | [ 9 ]         |
| Parigi                | Francia     |          | Mobility Management                        | Siemens Mobility France (precedentemente Matra Transport) VAL Neoval  |               |
| Poole                 | Regno Unito |          | Mobility Management                        | Rail Technology & Communication equipment                             | [ 9 ] [ 13 ]  |
| Tres Cantos (Madrid)  | Spagna      |          | Mobility Management                        | Rail Technology                                                       |               |
| Melbourne             | Australia   |          | Mobility Management                        |                                                                       |               |
| Monaco                | Germania    |          | Rolling stock                              | Locomotiva Vectron                                                    |               |
| Erlangen              | Germania    |          | Rail Electrification Customer Services     | Digital Services, Electrification AC & DC components                  |               |
| New York              | USA         |          | Mobility Management Customer Services      | Rail technology Digital Services                                      |               |
| Varsavia              | Polonia     |          | Mobility Regional Management Rolling stock |                                                                       |               |
| Vienna                | Austria     |          | Rolling stock                              | Metro: Inspiro e New Tube for London Tram: Avenio VAL Viaggio Comfort |               |
| Lincoln               | Regno Unito |          | Rolling stock                              | Bogie Service Centre Class 374 Velaro Eurostar e320 Desiro EMU/DMU    | [ 14 ]        |

## Prodotti

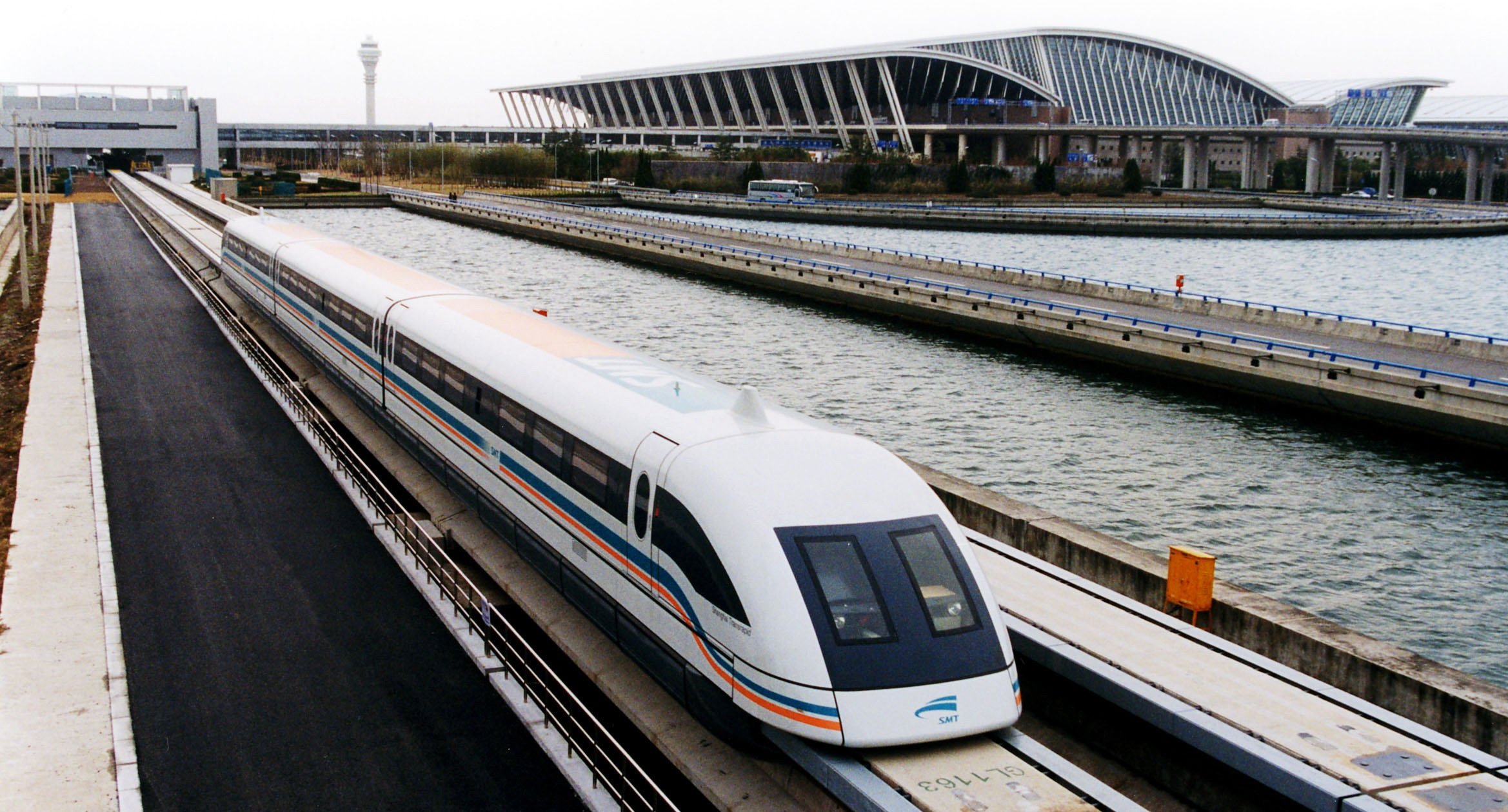
Un Transrapid al Pudong International Airport, Shanghai

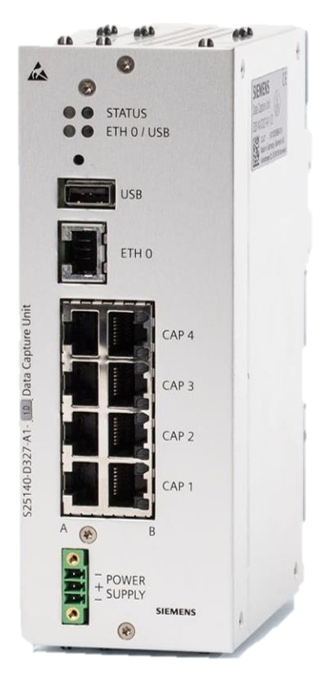
Siemens Secure Cloud Gateway - Data Capture Unit v1.0

### Digital Services
- Data Capture Unit (DCU) - Secure connectivity
- Railigent (CS) - Data Analytics[15]
- Rail Mall (CS) - Spare parts eCommerce
- Intermodal solutions (IMS) - Passenger Apps (planning & eTickets)

### Locomotive
- Vectron
- Asiarunner
- Eurorunner
- EuroSprinter
- Siemens E40 AC
- Korail Class 8200
- NSB Di6
- NSB Di8
- Siemens Sprinter
- Siemens Charger
- SNCB Class 77
- VSFT G 322

### EMU e DMU
- ICE 4
- ÖBB Class 4011
- ÖBB Class 4020
- IC4
- Velaro EMU
  - Eurostar e320
  - TCDD HT80000
- Venturio EMU
- Mireo EMU
- Desiro EMU/DMU
  - Desiro Double Deck
    - SBB-CFF-FFS RABe 514
- Siemens Nexas
- British Rail Class 332
- British Rail Class 333
- British Rail Class 700
- British Rail Class 707
- British Rail Class 717

### Passenger coaches
- Viaggio Classic
- Viaggio Twin
- Siemens Viaggio Light
- Siemens Viaggio Comfort
- Siemens Venture

### Light Rail/Trams
- Combino Supra tram
- Siemens SD-160 e SD-100
- Siemens S200
- Siemens SD-460 e SD-400
- Siemens SD660
- Siemens S70/Siemens S200
- Ultra Low Floor tram
- D-class Melbourne tram
- Siemens-Duewag U2

### People Mover
- VAL series
  - VAL 208
  - VAL 206
  - AIRVAL

### Metro/Subway
- C651
- Siemens Modular Metro
- Siemens Inspiro
- Tren Urbano
- Blue Line (MBTA) Series 0700 (#5 East Boston)
- New Tube for London

### MAGLEV
- SMT Transrapid (Shanghai MAGLEV Train/Transrapid)